# Phyllosticta batatas
Phyllosticta batatas är en svampart som först beskrevs av Thüm., och fick sitt nu gällande namn av Pier Andrea Saccardo 1884. Phyllosticta batatas ingår i släktet Phyllosticta och familjen Botryosphaeriaceae.   Inga underarter finns listade i Catalogue of Life.